# Rhynchospora caucasica
Rhynchospora caucasica là loài thực vật có hoa trong họ Cói. Loài này được Palla miêu tả khoa học đầu tiên năm 1913.